# Problema della demarcazione
(Karl Popper, Logica della scoperta scientifica)

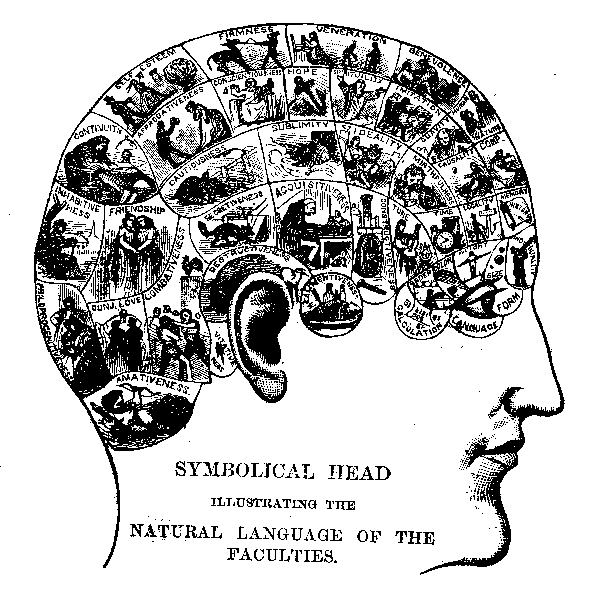
Mappa frenologica del XIX secolo. La frenologia è una pseudoscienza che in passato fu considerata una vera scienza

Il problema della demarcazione è un concetto proprio della filosofia della scienza, nonché un principio cardine dell'epistemologia, che si propone di definire i limiti della scienza, sorto dalla difficoltà di distinguere la scienza dalle pseudoscienze e dai quesiti metafisici della filosofia e della religione.
Si tratta del problema di trovare i criteri per definire i confini tra ciò che è scienza e ciò che non lo è delineando questi confini. Tale quesito, non si propone di distinguere tra ciò che è "vero" e ciò che è "falso", MA solo di trovare un criterio per stabilire i confini tra conoscenza scientifica e resto delle conoscenze e delle teorie. Nonostante il dibattito secolare su questo argomento, non si è riusciti a trovare una soluzione univocamente accettata da scienziati ed epistemologi.

## L'importanza del problema
Trovare una soluzione al problema della demarcazione ha importanza non solo nell'ambito della ricerca filosofica, e quindi in una dimensione strettamente teorica, ma anche in campi più propriamente pratici e quotidiani.
Distinguere tra ciò che è scienza e ciò che non lo è ha una grande rilevanza da un punto di vista economico: esistono, infatti, degli incentivi per facilitare lo sviluppo della ricerca scientifica. Tuttavia esiste il rischio di utilizzare questi fondi in ambiti non scientifici, rallentando di fatto il progresso della scienza. Trovare un criterio univoco e universalmente accettato di distinzione tra la scienza e la cosiddetta pseudoscienza e, in generale, la non scienza è un ottimo modo per avere un oculato utilizzo delle risorse economiche, rappresentando quindi un notevole sprone per lo sviluppo delle scienze.
Il rapporto con lo sviluppo delle scienze, tuttavia, è anche più diretto: scoprire cosa distingue una teoria scientifica dagli altri tipi di conoscenze permette di dare agli scienziati un buon criterio per sviluppare le teorie esistenti, senza correre il rischio che una ricerca scientifica sfoci nella pseudoscienza. È necessario, infatti, avere un criterio certo ed univoco per non rischiare di sconfinare oltre i limiti della scienza.
Infine, tenendo conto che buona parte delle decisioni della magistratura si fondano sulle conoscenze scientifiche, trovare un chiaro criterio di demarcazione con le conoscenze non scientifiche evita possibili intrusioni di queste ultime nelle indagini degli organi giudiziari. A questo proposito è bene ricordare la presenza, tra le forze dell'ordine italiane, di una sezione della polizia di Stato chiamata Polizia Scientifica e di un reparto dell'arma dei Carabinieri detto Reparto Investigazioni Scientifiche (RIS), le cui indagini si basano esclusivamente sull'interpretazione delle prove raccolte alla luce delle scoperte della scienza. Trovare una soluzione al problema della demarcazione, quindi, ha anche una notevole importanza in fase di indagine giudiziaria.

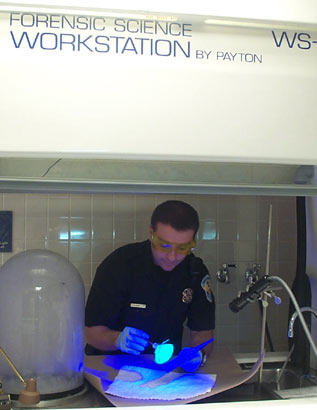
Un agente della polizia statunitense intento a ricercare prove con metodi scientifici

## Storia

### Le origini
Il primo esempio nella storia di un problema di demarcazione si ha nella Grecia antica, quando ci si pose il problema di distinguere la vera conoscenza (in greco ἐπιστήμη, epistème) dall'opinione (δόξα, dòxa).
Tuttavia il primo pensatore che si pose in modo sistematico il problema di distinguere tra ciò che l'uomo può conoscere da ciò che è semplice supposizione o fede fu il filosofo Immanuel Kant, che con il suo approccio critico (da cui il termine "criticismo" con cui è definita la sua filosofia) cercò di distinguere il campo scientifico da quello metafisico. Egli, dunque, può essere definito come precursore di questo problema.

### Il rapporto tra scienza e fede

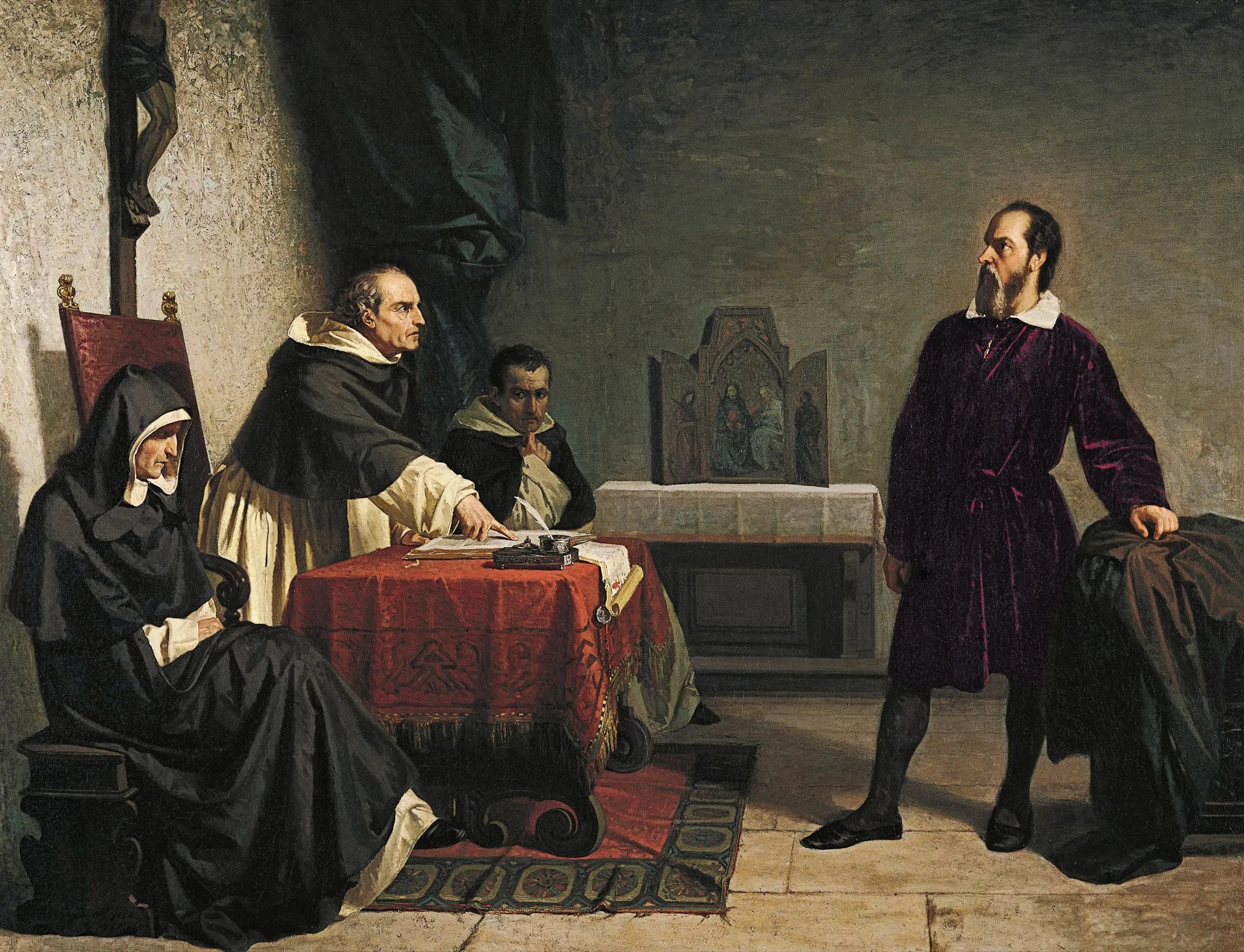
Galileo Galilei di fronte all'Inquisizione, simbolo del rapporto spesso contrastante tra scienza e fede, in un dipinto di Cristiano Banti del 1857.

Il rapporto tra scienza e religione nel corso della storia si è modificato notevolmente.
Nel corso del Medioevo, ad esempio, le verità scientifiche erano determinate sulla base delle esperienze allora possibili e di un uso libero e fiducioso della ragione (fiducia basata sulla lettura delle Sacre Scritture e sulle convinzioni teologiche che ne derivavano), che portava anche a criticare i testi di Aristotele, considerandone superati diversi aspetti, come ad esempio il fatto che egli non conoscesse la precessione degli equinozi.
Questa situazione iniziò a cambiare nel XVI secolo. Nel 1543, infatti, fu pubblicata un'opera fondamentale dal punto di vista della moderna scienza: il De revolutionibus orbium coelestium di Niccolò Copernico, in cui veniva ipotizzato l'eliocentrismo. Nel 1616 il Sant'Uffizio condannò tali teorie e mise all'indice l'opera di Copernico. Uno tra i personaggi più famosi a pagarne le conseguenze fu Galileo Galilei che, in seguito ad una serie di problemi con la Chiesa, fu infine costretto all'abiura delle sue idee in materia di astronomia, che consistevano in una difesa del sistema copernicano.
La teoria dell'eliocentrismo, infatti, cozzava secondo la Chiesa del tempo con le verità espresse nella Bibbia. In particolare si faceva riferimento al fatto che in un passo della Bibbia è detto "Si fermò il sole e la luna rimase immobile finché il popolo non si vendicò dei nemici" (Giosuè 10, 13). La teoria dell'eliocentrismo, togliendo la Terra dal centro dell'universo e posizionandola in un'orbita attorno al sole immobile, negava secondo i teologi della Chiesa del tempo questo passo, che presupponeva invece che fosse il sole a muoversi e la Terra a restare immobile. Galileo Galilei, per difendersi dalle accuse di eresia, affermò che la Bibbia, avendo come compito la definizione di una morale, aveva dovuto sottostare al linguaggio ed alle capacità di comprensione di un popolo rozzo quale era quello ebraico. La Bibbia cioè, per rendere comprensibili le verità morali ad un popolo ignorante, si era adeguata alle credenze che lo stesso aveva, ed usava immagini che avrebbe potuto comprendere.
Tale affermazione di Galileo creò le basi di quel distacco tra le verità scientifiche e quelle religiose che in seguito, soprattutto durante l'Illuminismo, si sarebbe sempre più affermato.
Delle situazioni analoghe a quelle precedenti, tuttavia, hanno continuato a presentarsi anche successivamente: un esempio è l'evoluzione, proposta da Charles Darwin con la sua opera L'origine delle specie del 1859. Tale teoria si contrapponeva all'idea della Chiesa del creazionismo. Tale contrapposizione è ancora presente, eccetto alcuni tentativi di conciliazione.
Il problema della demarcazione è nato nel 1874, quando John William Draper descrisse la storia della scienza come perenne conflitto nei confronti della religione. Questa impostazione fu ulteriormente rafforzata da personaggi come Andrew Dickson White.
Grazie al loro lavoro furono evidenziati numerosi conflitti tra la conoscenza scientifica, aperta a nuove scoperte, e il dogmatismo religioso, succube del principio di autorità.
Il rapporto tra scienza e fede, in verità, è molto più complesso di quanto fosse stato descritto da Draper: in passato, infatti, ci sono stati numerosissimi scienziati (anche molto importanti e di fama innegabile) che erano molto credenti, così come ci furono numerosi uomini di fede che si innalzarono a difensori dello sviluppo della conoscenza scientifica. Nel corso del XIX secolo, tuttavia, il rapporto tra queste due differenti concezioni era piuttosto conflittuale, soprattutto in seguito alle scoperte di Charles Darwin in materia di evoluzione, che si scontravano con il creazionismo, difeso dalle chiese cristiane. Il lavoro e le idee di Draper, cioè, devono essere necessariamente contestualizzate nel clima sociale in cui si sono sviluppate per essere comprese a fondo.
Una volta separata la scienza dalla religione, tuttavia, si poneva il problema di cosa distinguesse questi due ambiti. I primi a dare una risposta a questa domanda furono i membri del cosiddetto circolo di Vienna (esponenti del positivismo logico).

### Il circolo di Vienna
(Alfred Ayer, Linguaggio, verità e logica)

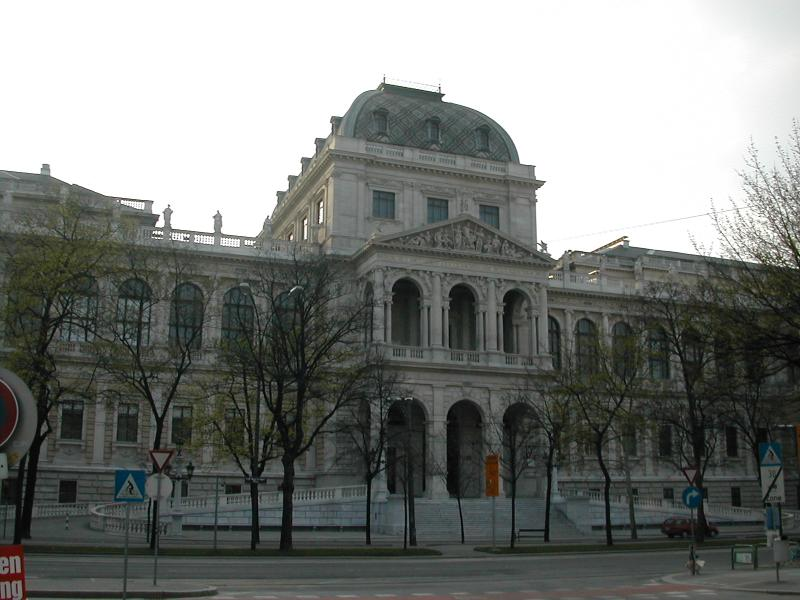
Entrata dell'Università di Vienna, dove nacque il circolo di Vienna negli anni venti.

Essi in prima analisi fecero delle distinzioni fondamentali. Riconobbero, infatti, due fasi fondamentali nel processo di formazione di una conoscenza scientifica: la scoperta e la sua giustificazione.

Per ciò che riguarda il primo aspetto lasciarono lo studio agli psicologi, in quanto l'intuizione che è alla base di una scoperta non sembra essere riconducibile a schemi logici analizzabili e, quindi, non è studiabile. La seconda fase è riconducibile ad un'analisi prettamente logica sulle relazioni esistenti tra i dati sperimentali e l'ipotesi considerata.
I membri del circolo di Vienna, poi, distinsero tra enunciati analitici ed enunciati sintetici, considerando i primi come quelli a priori della logica e della matematica che sono indipendenti dall'analisi empirica della realtà e quindi sono veri indipendentemente da essa. Questi enunciati, tuttavia, sono privi di contenuto empirico non essendo fondati sull'osservazione: sono utilizzati, però, come base degli enunciati sintetici (propri delle scienze e con significato empirico). Un esempio di questo rapporto è dato dall'utilizzo che fa la fisica (che si basa su enunciati sintetici) della matematica, delle sue leggi e del suo linguaggio.
Secondo i positivisti del circolo di Vienna, cioè, una conoscenza può essere considerata scientifica se utilizza enunciati sintetici.
Analizzando ulteriormente il processo di formazione della conoscenza scientifica, i membri del circolo di Vienna arrivarono alla conclusione che una conoscenza per essere definita scientifica dovesse seguire lo schema:
Problema → Ipotesi → Deduzione → Verifica
Se i primi tre passaggi sono comuni praticamente a tutte le conoscenze, la caratteristica distintiva della scienza dagli altri tipi di conoscenza doveva essere la fase della verifica.
Secondo i membri di tale circolo, cioè, una verità era scientifica se era possibile compiere un'osservazione significativa che la confermasse. Secondo questi filosofi della scienza, dunque, il problema della demarcazione si risolveva nel ricercare quegli enunciati che avessero un significato empirico. Questa teoria è chiamata verificazionismo perché secondo questo modo di vedere la condizione sufficiente e necessaria a dare il valore di "verità" ad un'affermazione è una sua verifica sperimentale, cioè il suo avere una base empirica o, per utilizzare i termini utilizzati dai membri del circolo di Vienna, avere un significato empirico.
Un problema di questa concezione era la sua incapacità di distinguere la scienza dall'arte, anch'essa basata su una conoscenza empirica della realtà, anche se espressa in modo artificiale e soggettivo. Inoltre un'affermazione del tipo "domani pioverà o non pioverà" sarebbe da considerare scientifica perché sensata dal punto di vista empirico.

### Il pensiero di Popper
Karl Popper si dichiarò in disaccordo con le idee dei filosofi del circolo di Vienna. Partendo dai limiti del verificazionismo, e in particolare dalla critica che David Hume aveva fatto al procedimento induttivo (largamente utilizzato dai verificazionisti), egli arrivò a una conclusione: la scienza si distingue dal resto delle conoscenze non per la sua dimostrabilità ma per la sua falsificabilità, cioè per la sua caratteristica di poter essere confutata. Nel suo discorso La scienza: congetture e confutazioni, infatti, dice:
Il criterio dello stato scientifico di una teoria è la sua falsificabilità, confutabilità e controllabilità.
Per spiegare questa sua posizione bisogna considerare che, per avere la certezza della verità di un'affermazione, sarebbero necessarie infinite osservazioni. Questo avviene perché, per provarne la validità universale, sono necessarie infinite verifiche. Infatti, per quanto un'affermazione possa trovare delle conferme, corre sempre il rischio di essere smentita da un'unica osservazione che la contraddica. Risulta, dunque, più facile e più sicura la ricerca di un'osservazione contraria alla teoria esposta che, appunto, la falsifichi. Esiste, cioè, un'asimmetria tra la verificabilità e la falsificabilità di una teoria, vista la differenza di osservazioni necessarie nei due casi.

#### Esempi e conclusioni

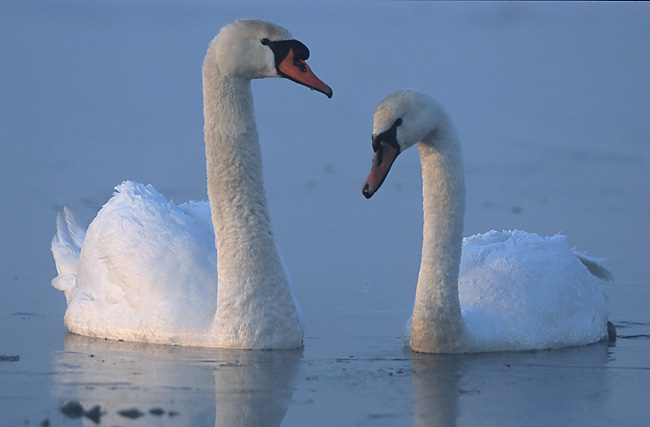
Due cigni bianchi.

Popper portò come esempio la teoria della relatività di Albert Einstein: durante l'eclissi solare del 29 maggio 1919 si notò una curvatura della direzione della luce proveniente da una stella provocata dal campo gravitazionale del sole, esattamente come previsto dalla teoria di Einstein. Se l'osservazione avesse dato risultati diversi da quelli previsti, invece, si sarebbe dovuto ammettere la falsità della teoria della relatività. Un altro esempio portato fu quello che deriva dall'analisi di Hume sul metodo induttivo. Hume, infatti, considerò il metodo induttivo errato perché l'osservazione di un fenomeno sempre uguale (nell'esempio di Hume, cigni sempre bianchi) non può darci la certezza che questo sarà sempre vero. Nell'esempio dei cigni la prova si ebbe quando si scoprì l'esistenza di cigni neri. In questo caso si è dovuto accettare la falsità dell'affermazione "tutti i cigni sono bianchi".

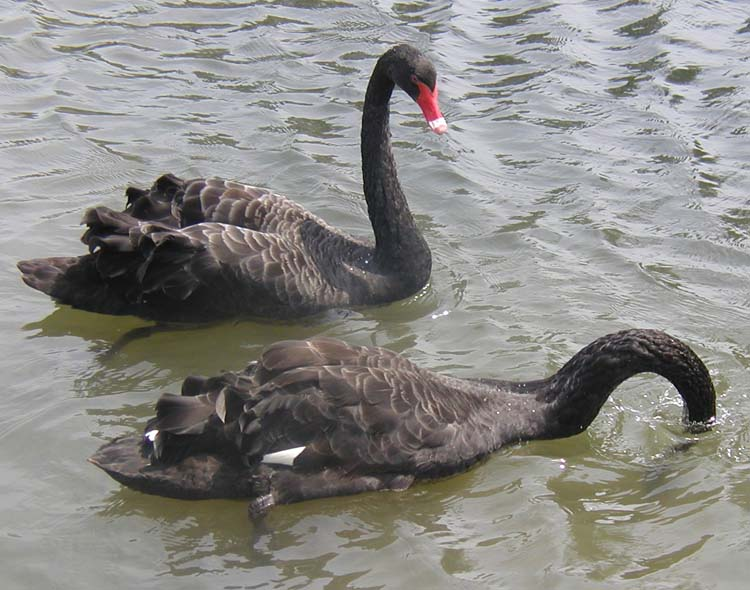
Due cigni neri

Il contrario, afferma Popper, avviene con teorie e modi di vedere quali la psicoanalisi ed il marxismo: in essi si ottengono facilmente le conferme, a patto di vedere le cose alla luce delle suddette teorie. La chiave di questa analisi è il concetto di interpretazione di un fatto. Allo stesso modo è possibile distinguere la scienza dalla metafisica e dalla religione. Ciò che caratterizza una teoria scientifica, secondo Popper, è quindi la sua capacità di prevedere i fenomeni futuri e la possibilità di essere smentita da un'osservazione che la confuti.
Come si può notare, secondo la concezione di Popper, è impossibile essere sicuri della verità di una teoria scientifica, la quale è sempre sottoposta alla possibilità che un'esperienza la falsifichi. Al contrario, una teoria non scientifica è in grado di non essere falsificata per la sua capacità di interpretare i fatti o per l'impossibilità di una verifica sperimentale delle sue affermazioni.
È importante notare che secondo questa concezione la matematica e la logica non rientrino nell'ambito della scienza, essendo anch'esse non falsificabili.
Popper, contrariamente a quanto ci si possa aspettare, pur distinguendola dalla scienza dava una certa importanza alla metafisica, vista come un buon metodo euristico di formazione delle idee ed ipotesi scientifiche.

#### Conseguenze della teoria
Il falsificazionismo ha come conseguenza "interna" che non è esso stesso una teoria scientifica. Infatti, alla domanda "è falsificabile il falsificazionismo?" non si può che rispondere negativamente, dato che non esiste alcuna osservazione sperimentale che possa confutare questa teoria.
Un altro possibile problema può essere spiegato da un esempio pratico: l'affermazione "i miei occhi sono blu" dovrebbe essere considerata un'affermazione scientifica, poiché falsificabile da un'altra persona che verifichi il colore dei miei occhi. Nell'ambito della conoscenza scientifica, dunque, rientrerebbero anche affermazioni ed enunciati che comunemente si ritiene non abbiano una valenza scientifica.
Il falsificazionismo fu uno dei criteri che spinse il giudice William Overton a vietare l'insegnamento del creazionismo nelle scuole pubbliche dell'Arkansas perché "non scientifico".

### La critica di Kuhn al falsificazionismo
Thomas Kuhn, uno storico della scienza americano, criticò l'analisi effettuata da Popper introducendo il concetto di slittamento di paradigma in La struttura delle rivoluzioni scientifiche.
Egli si allontana nettamente da Popper, ribaltando il suo modo di vedere: a suo avviso, infatti, una comunità scientifica non si costituisce sulla base di una metodologia falsificazionista, ma parte dall'accettazione acritica e dogmatica di un modo di pensare (paradigma). Ne deriva una visione totalmente opposta rispetto al filosofo austriaco, anche per ciò che riguarda la figura dello scienziato: da critico dalla mentalità aperta quale era per Popper, diventa un dogmatico che accetta in modo pregiudiziale un modo di pensare.
(Thomas Kuhn, La struttura delle rivoluzioni scientifiche, pag. 44)
Kuhn, inoltre, pone l'accento sugli elementi di origine psicologica e sociologica nella scelta dei principi teorici.

#### Le fasi della scienza

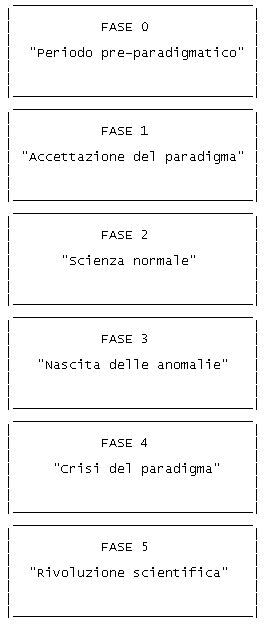
Schematizzazione delle fasi della scienza descritte da Thomas Kuhn.

Kuhn divise il processo scientifico in due fasi: la scienza normale e la scienza straordinaria (o rivoluzionaria). Durante la prima fase la maggioranza degli scienziati lavora sulla base di quello che chiama il corrente paradigma accettato dalla comunità scientifica, seguendo le idee di Popper sulla falsificabilità. A questo punto, dice Kuhn, si vengono a creare delle anomalie all'interno del paradigma comunemente accettato e si trovano dei fenomeni che i modelli accettati dalla comunità scientifica non sono in grado di spiegare.
Quando si accumulano abbastanza anomalie, alcuni scienziati iniziano a lavorare nell'ambito della cosiddetta "scienza straordinaria". In questa fase si riconosce l'impossibilità ad utilizzare i vecchi modelli per spiegare la realtà e se ne ricercano di nuovi (per quanto la maggior parte di essi sia destinata ad essere confutata). Alla fine, tuttavia, viene creato un nuovo paradigma, e quello vecchio viene eliminato.
Un esempio ed una dimostrazione di questa teoria può essere il passaggio dalla fisica newtoniana alla fisica quantistica. Kuhn, quindi, arriva alla conclusione che se fosse solo il semplice falsificazionismo ciò che distingue la scienza dalla non-scienza nessuna teoria potrebbe resistere a lungo, poiché tutte le teorie hanno delle anomalie al loro interno.

#### Il nuovo principio di demarcazione e i problemi che crea
Analizzando a fondo il passaggio tra il vecchio paradigma ed il nuovo, Kuhn formalizzò un nuovo principio di demarcazione: il nuovo paradigma è stato comunemente accettato perché in grado di risolvere meglio i problemi. Di conseguenza ciò che differenzia la scienza dal resto è la sua capacità di prevedere i fenomeni e la sua capacità di dare soluzioni a problemi sempre nuovi pur non negando le soluzioni precedentemente trovate per altri problemi.
Questa concezione della demarcazione (definita autoritarismo elitario), tuttavia, può trovare dei problemi in quegli ambiti in cui le normali vie della scienza non possono essere utilizzate per vari motivi. Ad esempio, nel giudicare di meteorologia o medicina da un lato e astrologia dall'altro è facile riscontrare gli errori nelle previsioni di queste conoscenze.

### Il problema dell'autonomia della scienza secondo Feyerabend
Kuhn, in definitiva, aveva aperto la strada all'analisi della soggettività del progresso scientifico. Paul Feyerabend, con il suo approccio democratico e anarchico alla formazione della conoscenza, portò queste considerazioni alle loro conclusioni estreme: secondo il filosofo della scienza quest'ultima non ha alcuna superiorità e non è possibile dare una particolare autorità alle scoperte degli scienziati. La sua posizione è stata definita come anarchismo epistemologico.
Feyerabend, infatti, era convinto dell'inesistenza di un qualsivoglia metodo della scienza che la differenzi dagli altri tipi di conoscenza: nel corso della storia, infatti, ogni regola è stata violata almeno una volta nella formulazione di una teoria scientifica. Queste violazioni, però, non sono considerate "sviste" o difetti nel processo di determinazione della teoria: rappresentano proprio la condizione necessaria all'avanzamento delle conoscenze scientifiche.
Insieme a Imre Lakatos, che definì scherzosamente amico e compagno nell'anarchismo, arrivò alla conclusione che la scienza non è indipendente dal resto della conoscenza umana, ma ne è strettamente connessa, così che la verità o la falsità di tutte le questioni e le teorie non possano essere analizzate unicamente sotto un punto di vista empirico, dovendosi rifare ad assiomi e principi. Ne deriva un'insolubilità del problema della demarcazione, poiché non esistono teorie che siano epistemologicamente superiori ad altre.
Per Feyerabend, cioè, la caratteristica fondamentale della scienza è il suo rifiuto di ogni dogmatismo, che si traduce nell'apertura ad ogni metodologia. In questo senso può essere compresa la definizione di anarchismo epistemologico del suo pensiero.
Un esempio in questo senso può essere dato dai teorici delle stringhe che non potrebbero godere dello status di "scienziati" a causa della difficoltà di definire e realizzare esperimenti che verifichino o falsifichino la teoria.

### Il pensiero di Lakatos
Imre Lakatos, tuttavia, si dimostrò più cauto e meno estremista riguardo a questo problema. Il filosofo ungherese, infatti, spostò l'attenzione dalla teoria stessa ai metodi che ne hanno permesso la formulazione. Secondo Lakatos, infatti, davanti ad una sperimentazione che contraddica la teoria è possibile tentare di salvarla con una piccola correzione (atteggiamento proprio dello scienziato conservatore) o cercare una nuova teoria. Tuttavia non è all'interno della teoria stessa che si deve ricercare la sua scientificità, ma nei metodi utilizzati.

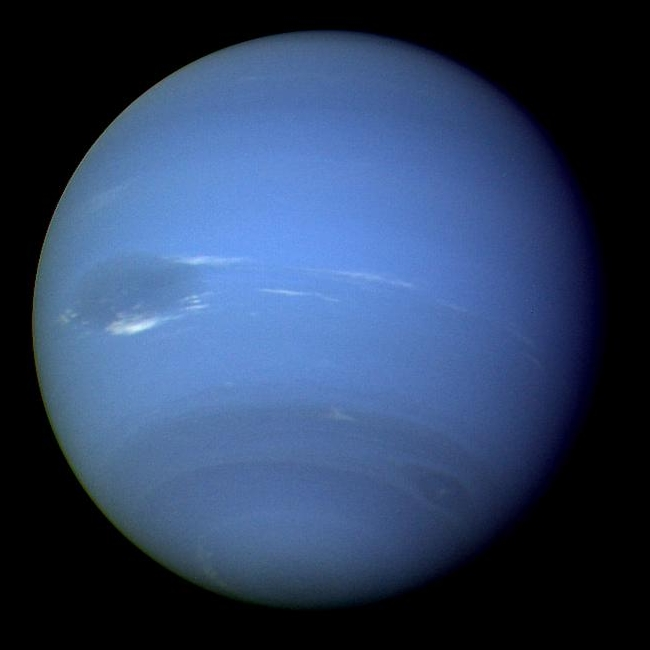
Nettuno, pianeta scoperto osservando le anomalie dell'orbita del pianeta Urano, esempio di modifica di una teoria in base a nuove osservazioni

Lakatos, infatti, critica il falsificazionismo affermando che un'osservazione non falsifica automaticamente una teoria: essa può al massimo mettere in luce l'incoerenza di fondo presente tra la teoria ed i fatti sperimentali. Da qui, poi, si dipartono le due possibili strade della modifica o della sostituzione della teoria. In realtà, nel pensiero del filosofo, questo criterio non è mai utilizzato nel giudicare di una teoria, ma viene sempre usato per paragonare due teorie contrapposte.
Un esempio di modificazione di una teoria in seguito ad osservazioni che la falsificherebbero è la scoperta del pianeta Nettuno, avvenuta il 23 settembre 1846, in seguito all'analisi delle differenze tra l'orbita teorica del pianeta Urano e quella effettivamente osservata.
Il problema della demarcazione, quindi, si riduce all'analisi della continuità delle teorie scientifiche, cioè alla distinzione tra quei metodi di ricerca che Lakatos definisce "programmi regressivi" e quei metodi che permettono un avanzamento, definiti "programmi progressivi". Lakatos, infatti, definisce programma di ricerca il nucleo di una teoria, il quale è circondato da ipotesi ausiliarie, che hanno il compito di difendere il nucleo della teoria. Queste ipotesi ausiliarie, in precedenza criticate perché definite ipotesi ad hoc, hanno un valore positivo nel pensiero di Lakatos. Ciò che differenzia un programma progressivo da uno degenerativo è la moltiplicazione in quest'ultimo di tali ipotesi senza che si raggiungano ulteriori avanzamenti nella spiegazione dei fenomeni naturali.
In questo senso il marxismo (già criticato da Popper) perde la sua scientificità non perché impossibile da falsificare o non falsificabile, ma poiché dinanzi alle anomalie i marxisti non hanno modificato la loro teoria.

#### Il criterio di giudizio di una teoria
Nello scegliere tra due differenti teorie, dunque, è necessario analizzare i metodi utilizzati e i principi da cui si è partiti. È bene puntualizzare l'esistenza di due premesse a questo suo discorso (già presenti in Popper):
- nessuna teoria può offrire la certezza della sua assoluta verità;
- anche i principi che costituiscono la base empirica di un sistema sono in realtà frutto di una teoria, caricandosi anch'essi di una forte valenza ipotetica.

In conseguenza a queste considerazioni, appare ovvio che la scelta di un sistema piuttosto che un altro ricade sempre meno nell'ambito della razionalità, risultando essere determinata o fortemente spinta da aspetti di natura differente (in particolare socio-culturale). Il giudizio su un determinato programma di ricerca, dunque, è relativo al momento storico in cui si sviluppa, e perde di assolutezza.
Dunque nessuna sperimentazione può perentoriamente segnare la fine di una teoria: deve esistere necessariamente un movimento scientifico storico che ne determini la cessazione definitiva tramite la costituzione di una nuova teoria.

### Larry Laudan e latradizione di ricerca
Un ulteriore tentativo di dare la soluzione a questo problema giunge anche da Larry Laudan che, partendo dai concetti di paradigma e programma di ricerca (propri rispettivamente di Thomas Kuhn ed Imre Lakatos), giunge alla definizione del concetto di tradizione di ricerca. Questo concetto esprime, secondo il filosofo, l'insieme delle indicazioni per costituire e per procedere alla formazione delle teorie scientifiche date dalla comunità degli scienziati in un dato momento storico.
Esisterebbero, cioè, degli "imperativi" ontologici e metodologici propri di una determinata epoca. Questi ultimi, poi, rappresentano la demarcazione tra le teorie definite "scientifiche" e quelle che sono considerate non scientifiche.
Ad esempio se un fisico nel periodo di René Descartes avesse parlato di azioni a distanza o forze che agiscono a distanza (come la forza di gravità), sarebbe stato sicuramente accusato di non scientificità, vista l'avversione di Descartes nei confronti di forze agenti a distanza. O ancora un marxista che fa riferimento ad idee che non sorgono in risposta a strutture economiche. Questo perché, all'interno di una certa tradizione, sono presenti principi e idee "metafisici", e porsi in contraddizione con essi è rifiutare questa concezione.
Questi esempi vogliono evidenziare come, in un determinato momento storico, determinate ipotesi o metodologie non vengano considerate scientifiche, mentre in altri contesti possano esserlo. Queste considerazioni, pur ponendosi sulla scia già percorsa da Kuhn, se ne allontanano risultando essere più flessibili: secondo questa teoria, infatti, non si nega la possibilità che possano coesistere in un determinato momento storico più teorie rivali e, spesso, inconciliabili tra loro.
Con Laudan si perde ogni criterio assoluto: esiste solo il criterio pragmatico dello scegliere la teoria che meglio spiega i fenomeni naturali, o che risolve quelli che al momento sono i più importanti e pressanti.

## Il problema della demarcazione ai giorni nostri

### Le scuole di pensiero sul problema della demarcazione
Per quanto riguarda la situazione attuale è possibile suddividere le diverse concezioni su questo importante quesito in tre correnti principali:
- il positivismo militante,
- l'anarchismo epistemologico,
- l'autoritarismo elitario.

La corrente positivista si differenzia dalle altre per il suo credere nell'esistenza di una realtà oggettiva che la scienza si propone di svelare. Ne deriva una visione secondo cui la conoscenza umana si avvicina asintoticamente alla conoscenza di questa verità unica ed assoluta.
L'anarchismo epistemologico e l'autoritarismo elitario, invece, si ritrovano nella negazione di questa verità assoluta e conoscibile in modo univoco da parte dell'uomo. Queste due correnti di pensiero differiscono per il motivo che considerano fondamentale per lo sviluppo e diffusione di una teoria (e, quindi, suo riconoscimento come scientifica): secondo l'anarchismo epistemologico la creatività e la capacità di argomentare, secondo l'autoritarismo elitario l'autorevolezza della fonte.

### I criteri
Attualmente i criteri per la demarcazione tra la scienza e la non-scienza variano a seconda dell'ambito scientifico preso in considerazione (scienze naturali, scienze sociali, matematica o logica). Esistono, comunque, dei criteri comunemente accettati per ricevere lo status di conoscenza scientifica:
1. formulare ipotesi che soddisfino i criteri di contingenza, verificabilità e falsificabilità, oltre al criterio empirico e pratico, strettamente connesso con i precedenti, di testabilità;
2. soddisfare il criterio dell'evidenza empirica;
3. usare il metodo scientifico.

Esistono, tuttavia, altri criteri di demarcazione che rientrano nell'ambito dell'euristica:
- parsimonia, cioè l'utilizzo del minor numero di ipotesi per spiegare un fenomeno (il cosiddetto rasoio di Occam);
- consistenza, cioè la mancanza di contraddizioni logiche e la capacità di spiegare anche i fenomeni precedentemente osservati e spiegati in altro modo;
- pertinenza, cioè la capacità di spiegare il fenomeno osservato;
- testabilità e falsificabilità, cioè la possibilità di testare e confutare la teoria;
- riproducibilità, cioè la capacità di fare previsioni che possano essere testate da ogni osservatore, anche in un futuro indefinito;
- modificabilità e dinamicità, cioè la possibilità di essere modificata in seguito a nuove osservazioni;
- l'assunzione che le precedenti teorie siano approssimazioni, e la possibilità che lo stesso sia detto da una futura teoria;
- l'incertezza di tale teoria, che dunque non assume un valore di verità assoluta.

Solitamente una teoria che non soddisfi tutti questi criteri non rientra nell'ambito della scienza.

### L'attuale situazione di crisi e le sue conseguenze
Come si può notare dalla storia del problema della demarcazione, vari filosofi si sono succeduti nel tentare di risolverlo. Le loro soluzioni sono estremamente discordanti: dalle proposte popperiane, che, con la formulazione del criterio logico di verosimiglianza, poi dimostratosi autocontraddittorio, finiscono per pretendere una sorta di governo logico dell'evoluzione della scienza; all'anarchismo epistemologico di Feyerabend, il quale arrivò addirittura a porre sullo stesso piano della scienza la mitologia come primo tentativo coerente di spiegare la natura attraverso il mito, visione dello stesso mutuata da Walter F. Otto.
Le forti difficoltà che si incontrano nel tentativo di definire un criterio assolutamente univoco, accettato e valido, di demarcazione, hanno aperto la strada all'idea che, perduto il valore che veniva accordato all'episteme classica, la scienza stessa assuma un valore di contingenza derivante dal suo dipendere da una determinata situazione socio-culturale.
A fronte degli esiti incerti del pensiero derivato dalla crisi del positivismo logico, una costituzione più rigorosa del criterio di demarcazione, e dello stesso fallibilismo, potrebbe tuttavia venire dalle basi teoriche della filosofia di Karl-Otto Apel (che tuttavia alcuni filosofi popperiani, come William Bartley III, osteggiano fortemente).
Apel propone una sorta di "trasformazione semiotica del kantismo", o "semiotica trascendentale", intesa come individuazione e analisi dei presupposti universali, irrinunciabili, e perciò non fallibili, di ogni argomentare e significare (dunque, anche dell'argomentazione e del linguaggio della scienza).
Contro le derive estreme del fallibilismo Apel sostiene (ne Il problema dell'evidenza fenomenologica alla luce di una semiotica trascendentale, 1986) la necessità di stabilire una differenza di principio fra ipotesi controllabili (falsificabili) e criteri che sono alla base della definizione di controllabilità e falsificabilità di una teoria. In pratica, all'interno di quella particolare comunità di argomentanti che sono gli scienziati, il presupposto irrinunciabile delle finalità eminentemente conoscitive del sapere scientifico implica che le teorie proposte siano formulate in modo tale da essere controllabili con obiettività da tutti gli altri ricercatori, e da essere suscettibili di correzione o smentita, altrimenti saltano le regole di quel peculiare Sprachspiel che il secondo Wittgenstein identificava con l'atto logico-linguistico-cognitivo di inventare una teoria per spiegare i fatti e provarla.

## Il problema della demarcazione in ambito giudiziario
I rapporti tra tale problema e l'ambito giuridico, in realtà, sono molto più complessi di quanto si possa pensare.
Il problema della demarcazione nell'ambito del diritto si risolve praticamente nella distinzione tra le teorie accettabili da una giuria quale elemento probativo e quelle non accettabili.
Nell'ambito statunitense il criterio di distinzione era stato definito nel 1923 nel corso della sentenza riguardante il caso di omicidio Frye v. US, in cui venne stabilito il principio secondo cui «i dati su cui si basa la deduzione devono avere raggiunto un tale giudizio di consenso da essere generalmente accettati nello specifico campo scientifico», e che da quel momento venne denominato con il termine regola di Frye. Da quel momento, cioè, veniva formalizzata una certa dipendenza della giurisprudenza dalla comunità scientifica e dalle sue decisioni in materia di demarcazione tra scienza e pseudoscienza. In seguito a tale sentenza venne rifiutata la richiesta dell'imputato di utilizzo della macchina della verità (strumento di analisi della pressione arteriosa che sarebbe in grado di rilevare se il soggetto in analisi sta dicendo la verità o meno) per provare la sua innocenza.
70 anni dopo, nel 1993, un'altra sentenza capovolge la situazione, negando l'obbligo dei giudici di fare riferimento alle affermazioni della comunità scientifica, ma lascia loro la responsabilità di verificare la pertinenza e l'affidabilità scientifica delle prove. È la sentenza relativa al caso Daubert v. Merrel Dow Farmaceutical Inc. (accusa alla società farmaceutica di aver messo in vendita medicinali anti-nausea per donne in gravidanza che provocavano malformazioni fetali), in cui si definiscono i criteri di affidabilità scientifica delle prove e quindi, praticamente, di demarcazione. Il metodo con cui esse sono state prodotte deve soddisfare i seguenti requisiti:
1. possibilità di testare (verificare) e confutare (falsificare) l'ipotesi;
2. essere stato oggetto di revisione paritaria;
3. essere a conoscenza della percentuale di errore conosciuto della teoria;
4. essere accettato dalla comunità scientifica.

La regola di Frye, cioè, permane nei criteri di valutazione, ma perde il suo valore assoluto: gli ultimi due criteri, infatti, sono molto relativi in quanto possono essere influenzati dagli interessi della comunità scientifica. In ogni caso viene lasciata libertà al giudice, il quale ha quindi facoltà di scegliere e determinare quali teorie ed ipotesi siano conformi al metodo scientifico, così come la regola 702 delle "Federal Rules of Evidence" gli permette di accettare o meno un testimone esperto. Come conseguenza a questa decisione venne permesso all'accusa di presentare studi (non accettati dalla comunità scientifica) effettuati direttamente sui feti e sulla composizione molecolare del farmaco sotto accusa per rispondere ad una serie di studi scientifici presentati dalla difesa.
In ambito italiano la situazione è assimilabile a quella statunitense: l'articolo 189 del codice di procedura penale lascia al giudice la libertà di accettare o meno quelle prove che non siano regolamentate in altra sede.

## La demarcazione tra scienza e pseudoscienza
In passato ci sono stati diversi esempi di conoscenze e teorie dapprima considerate scientifiche e accettate da tutti, per poi essere relegate nell'ambito delle pseudoscienze. Alcuni esempi sono l'astrologia, l'alchimia, la frenologia e la fisiognomica.
Si sono avuti, tuttavia, anche passaggi di conoscenze da un ambito strettamente popolare e pieno di superstizione ad uno più propriamente scientifico. Alcuni esempi di tali passaggi sono l'etologia e l'agronomia.

### L'astrologia

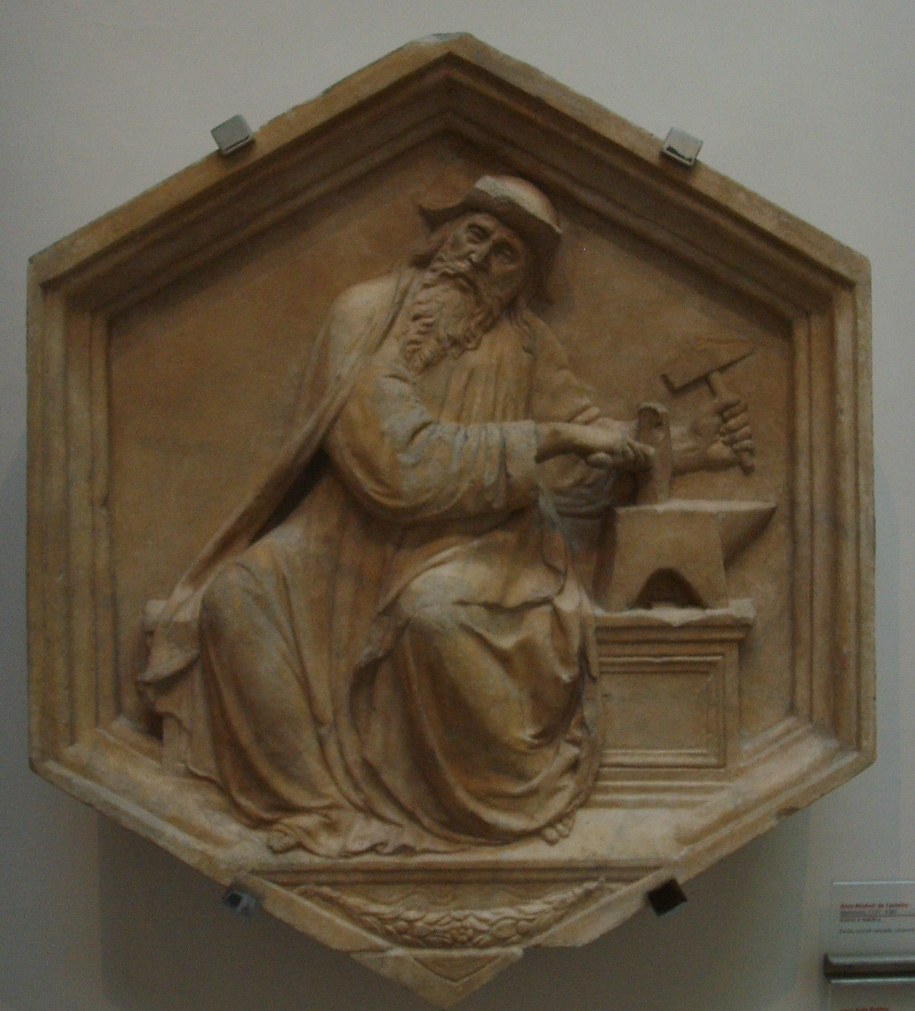
Astrologia, formella del Campanile di Giotto, Luca della Robbia, 1437-1439, Firenze.

L'astrologia è una conoscenza che ha radici profonde: si pensa risalga al 2000 o 3000 a.C. All'inizio essa era perfettamente integrata all'astronomia, tanto che con il termine astronomia si designava l'insieme delle due discipline. Nello studiare la volta celeste, infatti, si teneva conto sia di uno studio, diremmo oggi, più propriamente scientifico della stessa (astronomia) che della sua interpretazione (astrologia).
Molti furono i personaggi, anche di fama innegabile nell'ambito della scienza, che furono anche astrologi o interessati fortemente all'astrologia, come: Paracelso, Galeno, Federico II di Svevia, Ruggero Bacone (per approfondire si veda anche Categoria:Astrologi). Anche a Keplero e Galileo fu richiesto di preparare oroscopi e non si rifiutarono.
L'astrologia aveva una forte influenza in vari campi del sapere umano e della sua applicazione: 
- Medicina: la formazione dei medici prevedeva una forte componente di sapere astrologico. Ad esempio una delle spiegazioni della peste nera, che nel XIV secolo colpì l'intera Europa, fu che la congiunzione sfavorevole dei pianeti avesse provocato un risucchio di aria dalla Terra, che tornava ad essa sotto forma di "soffio pestifero".[8] Inoltre l'influenza deriva il suo nome dall'interpretazione astrologica che si dava della malattia (vista come frutto dell'influenza negativa degli astri).
- Matematica: durante il periodo romano e durante il Medioevo tale disciplina era assimilata all'astrologia.
- Architettura: molte opere architettoniche ricevettero l'influenza delle conoscenze astrologiche del periodo. Basti pensare a Castel del Monte, la cui configurazione è dovuta proprio a tali conoscenze.

Tale periodo ebbe termine con l'avvento di pensatori quali Galileo Galilei, Keplero, Niccolò Copernico e Tycho Brahe. Le loro scoperte, infatti, furono una delle cause principali della distinzione tra astrologia e astronomia che era in atto.
Dopo questi pensatori l'astrologia fu progressivamente abbandonata da parte degli scienziati tra il XVII e il XVIII secolo. La completa distinzione con l'astronomia si ebbe nel periodo immediatamente successivo alla rivoluzione francese, durante il quale venne definitivamente relegata tra le pseudoscienze.
Ciò nonostante l'astrologia continua ad essere presa in considerazione da una moltitudine di persone. Per questo motivo, già nel 1975, 186 scienziati, tra cui 18 premi Nobel, sottoscrissero una dichiarazione per mettere in guardia il pubblico dall'accettare acriticamente l'astrologia.

### L'agronomia
L'agronomia è nata dall'humus delle conoscenze popolari e molto spesso superstiziose che risalivano a secoli e, anzi, millenni addietro.
L'agronomia è nata come scienza sperimentale nel XVIII secolo, per quanto già due secoli prima si fosse assistito al fiorire di molte pubblicazioni grazie a Charles Estienne e al medico ed agronomo francese Jean Liébault. Ma è solo nel Settecento che si deve ricercare la nascita di questa scienza indipendente, distaccata dalla botanica. In questo periodo, infatti, sorsero nei centri maggiori delle accademie agrarie.
Sarebbe entrata a far parte delle scienze intese in senso moderno durante gli anni quaranta dell'Ottocento, grazie all'opera di Justus von Liebig che la collegò alla chimica ed alla fisiologia vegetale.
L'applicazione del metodo sperimentale nell'ambito di una conoscenza dapprima esclusivamente basata sulla tradizione, cioè, ne ha permesso l'ingresso tra le scienze.

### L'omeopatia
L'omeopatia viene classificata fra le cosiddette medicine alternative e ad essa viene rifiutata la qualità di scienza sia per la sua debolezza teorica (cioè l'incompatibilità dei suoi postulati con le odierne conoscenze chimiche) sia per la mancanza di un meccanismo plausibile che ne possa spiegare il funzionamento. Infine, allo stato attuale, nessuno studio scientifico pubblicato su riviste mediche di valore riconosciuto ha potuto dimostrare che l'omeopatia presenti, per una qualsiasi malattia, un'efficacia clinico-terapeutica che sia superiore all'effetto placebo. Per l'insieme di queste ragioni l'omeopatia è stata definita una pseudoscienza.

### Libri
- Paul Feyerabend, Contro il metodo. Abbozzo di una teoria anarchica della conoscenza, Milano, Feltrinelli, 1979, ISBN 88-07-10027-4. (traduzione di Against Method. Outline of an anarchistic theory of knowledge, 1975)
- Thomas Kuhn, La struttura delle rivoluzioni scientifiche, Torino, Einaudi, 1999, ISBN 88-06-15205-X. (traduzione della seconda versione The Structure of Scientific Revolutions, 1970, Chicago University Press)
- Imre Lakatos, La metodologia nei programmi di ricerca scientifici, Il saggiatore, 1996, ISBN 88-428-0335-9.
- Stefano Poggi; Massimo Mugnai (a cura di), Scienza/pseudoscienza: note sul problema della demarcazione nell'epistemologia post-positivistica, Bologna, Il Mulino, 1990, ISBN 88-15-02465-4.
- Karl Popper, Logica della scoperta scientifica, Torino, Einaudi, 1998, ISBN 88-06-15114-2. (edizione originale: Logik Der Forschung, Springer, Vienna, 1934)
- (EN) Pigliucci, Massimo e Boudry, Maarten, Philosophy of Pseudoscience: Reconsidering the Demarcation Problem, University of Chicago Press, 2013, ISBN 978-0-226-05196-3.
- Dalla Pozza, Carlo e Negro, Antonio, Come distinguere scienza e non-scienza: verificabilità, falsificabilità e confermabilità bayesiana, Carocci, 2017, ISBN 978-8-843-08078-6.

### Articoli
- M. G. Russo, La scienza "impura": note sul problema della demarcazione fra scienza e altre forme di conoscenza, in Sociologia e ricerca sociale, n. 33, 1990.